# Rhyssemus purkynei
Rhyssemus purkynei är en skalbaggsart som beskrevs av Vladimir Balthasar 1961. Rhyssemus purkynei ingår i släktet Rhyssemus och familjen Aphodiidae. Inga underarter finns listade i Catalogue of Life.